# La Compagnia del Madrigale
La Compagnia del Madrigale es un conjunto italiano especializado en la música del Renacimiento, concretamente en el repertorio del madrigal italiano.
Fue fundado en 2008 por Rossana Bertini, Giuseppe Maletto y Daniele Carnovich, los cuales habían colaborado juntos durante más de 20 años en grupos como La Venexiana o Concerto Italiano. Posteriormente incluyeron otros miembros: las sopranos Nadia Ragni y Francesca Cassinari, la contralto Elena Carzaniga, el tenor Raffaele Giordani y el barítono Marco Scavazza.
Han obtenido prestigiosos premios dentro del campo de la música clásica como el Diapason d'Or de l'année, el Grammophone Award y el Choc of Classica (CHOC) y han actuado en prestigiosos festivales de música antigua tanto en Italia como en el resto de Europa, Estados Unidos, Canadá, Israel, Rusia, Japón y América Latina.
En la primavera de 2011 salió a la luz el primer álbum del grupo con el sello Arcana, con una antología de madrigales sobre textos de Orlando Furioso. A partir de 2013, sus grabaciones han sido para el sello Glossa.

## Discografía
- 2011 - Orlando Furioso. Madrigali sul poema di Ludovico Ariosto. Arcana A 363[3]

- 2013 - Carlo Gesualdo: Sesto Libro di Madrigali. Glossa GCD 922801[4]

- 2013 - Luca Marenzio: Primo Libro di Madrigali. Glossa GCD 922802[5]

- 2013 - Carlo Gesualdo: Responsoria. Glossa GCD 922803[6]

- 2015 - Luca Marenzio: Quinto Libro di Madrigali a sei voci. Glossa GCD 922804[7]

- 2016 - Claudio Monteverdi: Il pianto della Madonna. Glossa GCD 922805[8]

- 2016 - Carlo Gesualdo: Terzo Libro di Madrigali. Glossa GCD 922806[9]

- 2017 - Claudio Monteverdi: Vespro della Beata Vergine. Con Cantica Symphonia y La Pifarescha. Glossa GCD 922807[10]

- 2019 - Cipriano de Rore: Vieni, dolce Imeneo. Madrigali. Glossa GCD 922808[11]

- 2019 - Carlo Gesualdo: Secondo Libro di Madrigali. Glossa GCD 922809[12]

- 2021 - Claudio Monteverdi: Lagrime d’amante. Glossa GCD 922810[13]